# نوشیدنی الکلی تقطیری

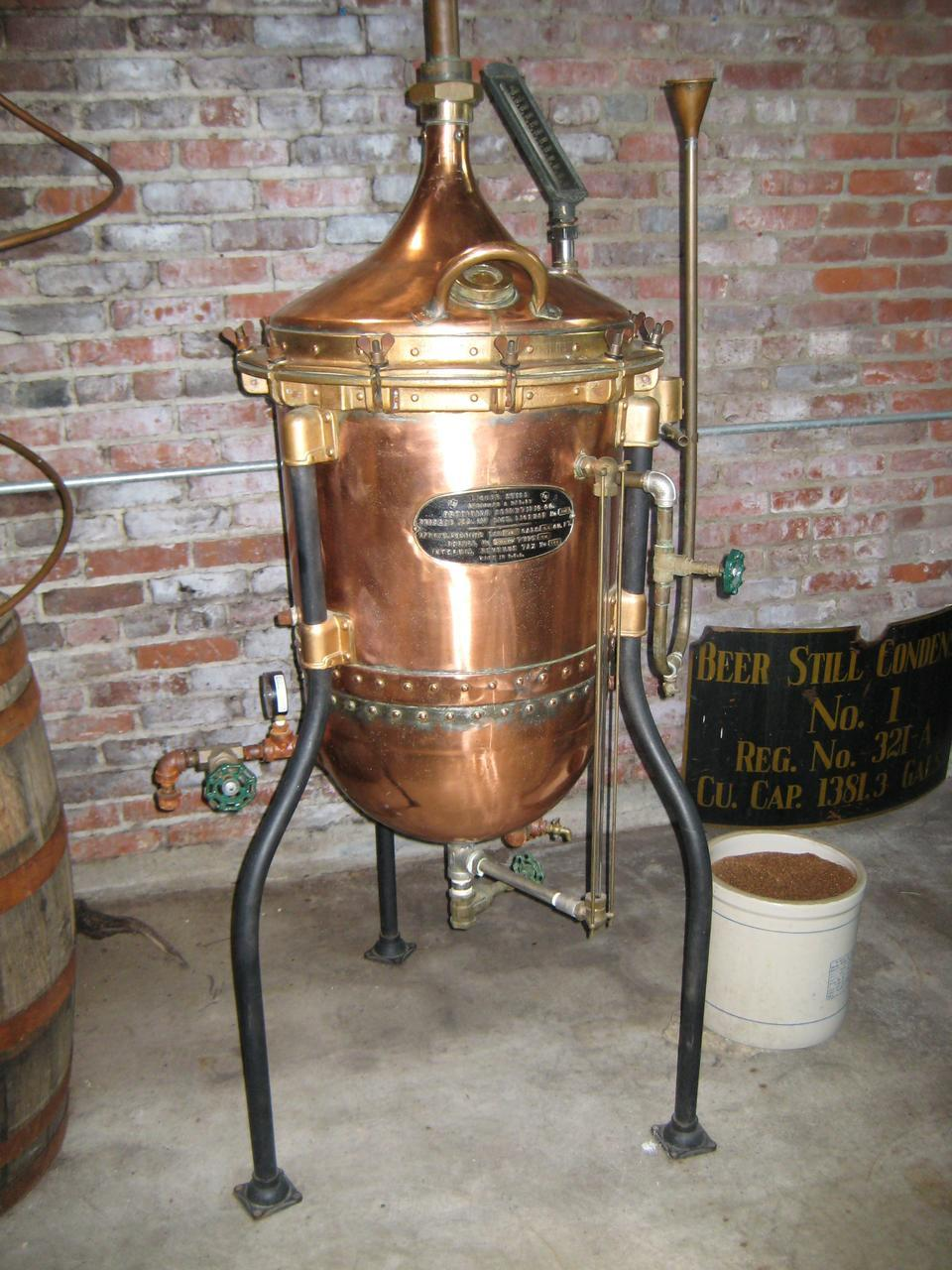
یک ویسکی قدیمی

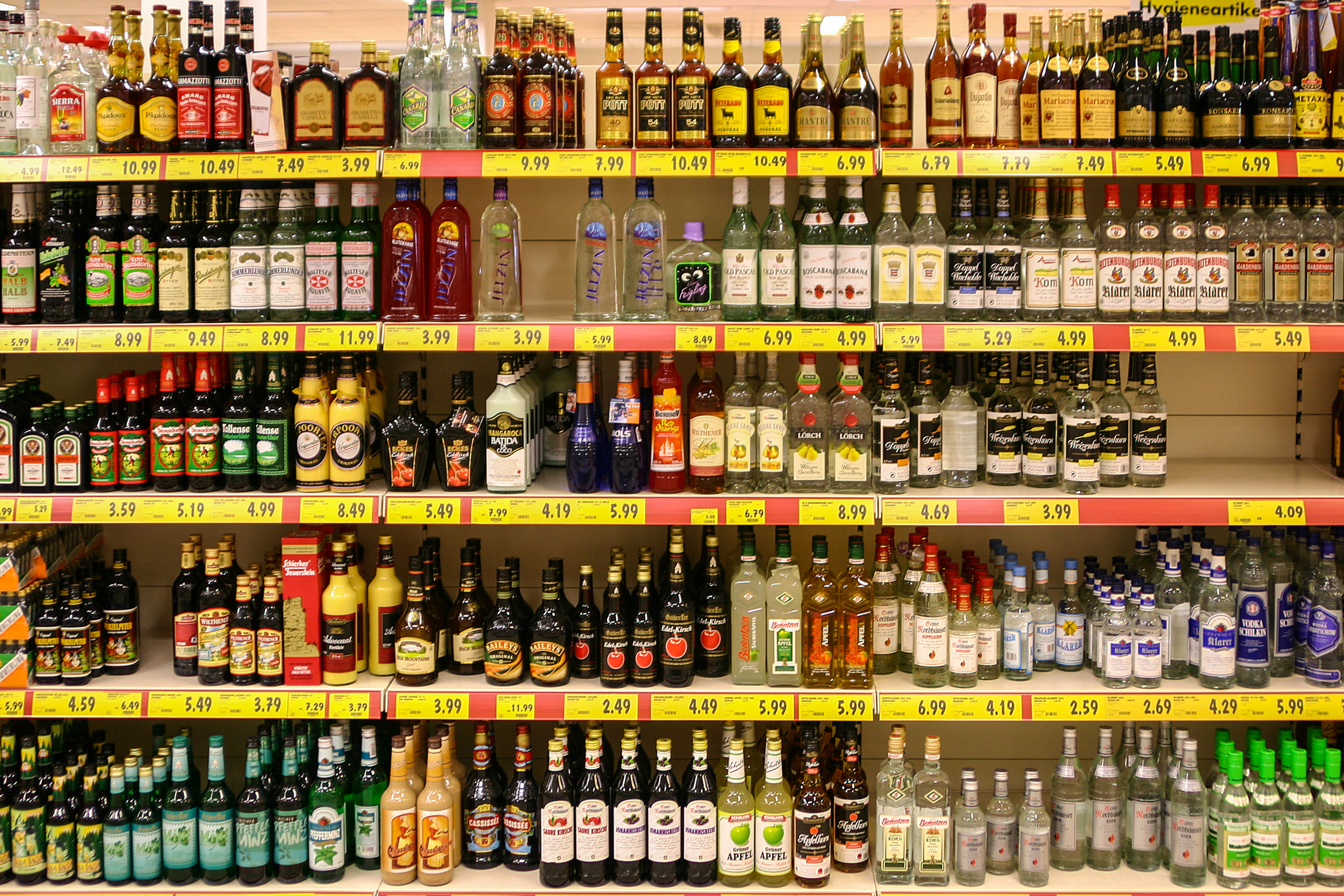
نمایش انواع مشروبات الکلی در یک سوپرمارکت

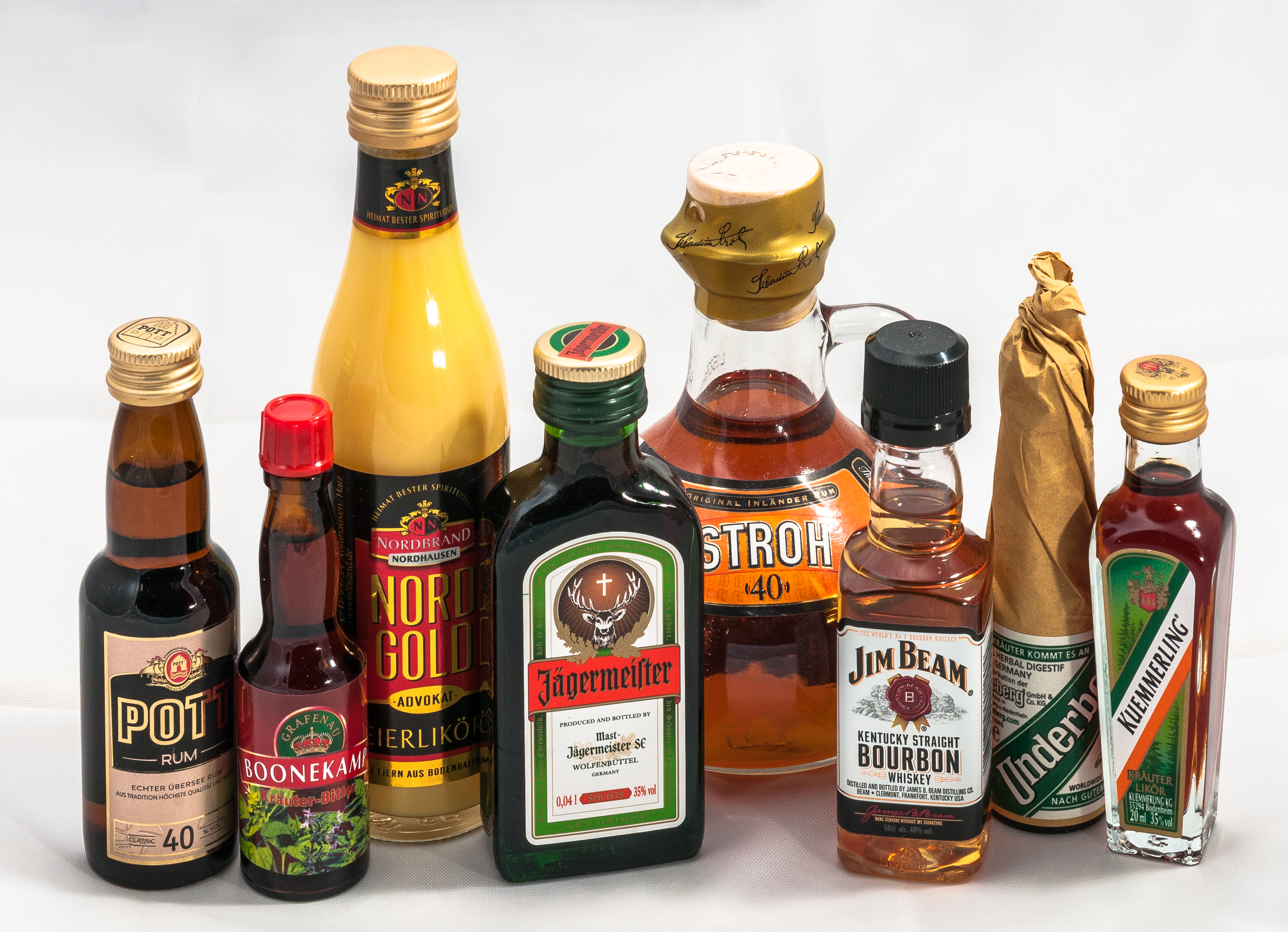
برخی از بطری‌های مشروب تک نوشیدنی موجود در آلمان

نوشیدنی الکلی تقطیری یک نوشیدنی الکلی است که از تقطیر غلات، میوه‌ها، سبزیجات یا شکر تولید می‌شود که قبلاً تخمیر الکلی را پشت سر گذاشته‌اند. سایر اصطلاحات برای نوشیدنی‌ی الکلی‌ی تقطیری عبارت‌اند از: عرق، نوشیدنی مقطر یا مشروب سخت. فرایند تقطیر، مایع را غلیظ می‌کند تا الکل آن را از نظر حجم افزایش دهد. از آنجایی که مشروبات الکلی (اتانول) به میزان قابل توجهی نسبت به سایر نوشیدنی‌های الکلی حاوی الکل (اتانول) هستند، «سخت‌تر» در نظر گرفته می‌شوند - در آمریکای شمالی، اصطلاح مشروب سخت گاهی برای تشخیص نوشیدنی‌های الکلی مقطر از غیر مقطر استفاده می‌شود، در حالی که اصطلاح الکل در انگلستان. نمونه‌هایی از مشروبات الکلی عبارتند از براندی، ودکا، آبسنت، جین، رام، تکیلا و ویسکی.
مانند سایر نوشیدنی‌های الکلی، مشروب معمولاً برای اثرات روانگردان الکل مصرف می‌شود. مشروب ممکن است به تنهایی مصرف شود (" تمیز ")، معمولاً در مقادیر کم. در شکل رقیق‌نشده، نوشیدنی‌های مقطر اغلب کمی شیرین، تلخ هستند و معمولاً احساس سوزش در دهان با بوی قوی الکل ایجاد می‌کنند. طعم دقیق بین انواع مختلف مشروب و ناخالصی‌های متفاوتی که آنها ایجاد می‌کنند متفاوت است. مشروب نیز اغلب به شکل رقیق شده، به عنوان مشروب طعم دار یا به عنوان بخشی از یک نوشیدنی مخلوط استفاده می‌شود. کوکتل‌ها دسته رایجی از نوشیدنی هستند که از مشروب استفاده می‌کنند.
مصرف حاد مشروب باعث مسمومیت شدید الکل یا مسمومیت با الکل می‌شود که می‌تواند کشنده باشد. مصرف مداوم مشروبات الکلی در طول زمان با مرگ و میر بیشتر و سایر اثرات مضر سلامتی مرتبط است، حتی در مقایسه با سایر نوشیدنی‌های الکلی.

## نامگذاری
اصطلاح «روح» (مفرد و بدون عبارت اضافی «نوشیدنی» استفاده می‌شود) به مشروبی گفته می‌شود که نباید حاوی شکر اضافه شده باشد و معمولاً ۳۵–۴۰٪ الکل حجمی (ABV) است. به عنوان مثال، براندی میوه، به عنوان روح میوه نیز شناخته می‌شود.
مشروب بطری شده با شکر اضافه شده و طعم دهنده‌های اضافه شده مانند Grand Marnier , Frangelico و schnapps آمریکایی، به جای آن به عنوان لیکور شناخته می‌شوند.
مشروب به‌طور کلی دارای غلظت الکل بالاتر از ۳۰٪ است. آبجو و شراب، که تقطیر نشده‌اند، به حداکثر محتوای الکل حدود 20% ABV محدود می‌شوند، زیرا اکثر مخمرها نمی‌توانند زمانی که غلظت الکل بالاتر از این سطح است متابولیزه شوند. در نتیجه، تخمیر در آن نقطه متوقف می‌شود.

## علم اشتقاق لغات
منشأ «مشروبات الکلی» و نسبی نزدیک آن «مایع» فعل لاتین liquere به معنای «سیال بودن» بود. با توجه به فرهنگ لغت انگلیسی آکسفورد، استفاده اولیه از این کلمه در زبان انگلیسی به معنای ساده «مایع» می‌تواند به سال ۱۲۲۵ مربوط شود. اولین استفاده OED از معنای آن «مایع برای نوشیدن» در قرن ۱۴ رخ داد. استفاده از آن به عنوان اصطلاحی برای «یک نوشیدنی الکلی مست کننده» در قرن شانزدهم ظاهر شد.

## تعریف حقوقی

### اتحادیه اروپا
مطابق با مقررات (EU) 2019/787 پارلمان اروپا و شورای ۱۷ آوریل ۲۰۱۹، یک نوشیدنی الکلی یک نوشیدنی الکلی است که تولید شده‌است:
- مستقیماً با استفاده از هر یک از روش‌های زیر، به صورت جداگانه یا ترکیبی:

1. تقطیر، با یا بدون طعم دهنده‌ها یا مواد غذایی طعم دهنده، محصولات تخمیری.
2. خیساندن یا فرآوری مشابه مواد گیاهی در الکل اتیلیک با منشأ کشاورزی، عرقیات با منشأ کشاورزی یا نوشیدنی‌های الکلی یا ترکیبی از آنها.
3. علاوه بر این، به صورت جداگانه یا ترکیبی، به الکل اتیلیک با منشأ کشاورزی، عرقیات با منشأ کشاورزی یا نوشیدنی‌های الکلی طعم دهنده‌ها، رنگ‌ها، سایر مواد مجاز، محصولات شیرین کننده، سایر محصولات کشاورزی، مواد غذایی.

- یا با افزودن هر یک از موارد زیر به صورت جداگانه یا ترکیبی به آن:

1. سایر نوشیدنی‌های الکلی؛
2. اتیل الکل با منشأ کشاورزی؛
3. عرقیات با منشأ کشاورزی؛
4. سایر مواد غذایی

نوشیدنی‌های الکلی باید حداقل ۱۵ درصد الکل از نظر حجم داشته باشند (به جز در مورد لیکور تخم مرغ که باید حداقل ۱۴ درصد ABV داشته باشد).

#### عرقیات با منشأ کشاورزی
مقررات بین «الکل اتیلیک با منشأ کشاورزی» و «عرقیات با منشأ کشاورزی» تفاوت ایجاد می‌کند. تقطیر با منشأ کشاورزی به مایع الکلی گفته می‌شود که حاصل تقطیر پس از تخمیر الکلی محصولات کشاورزی است که خاصیت اتیل الکل را ندارد و عطر و طعم مواد خام مصرفی را حفظ می‌کند.

#### دسته‌بندی‌ها

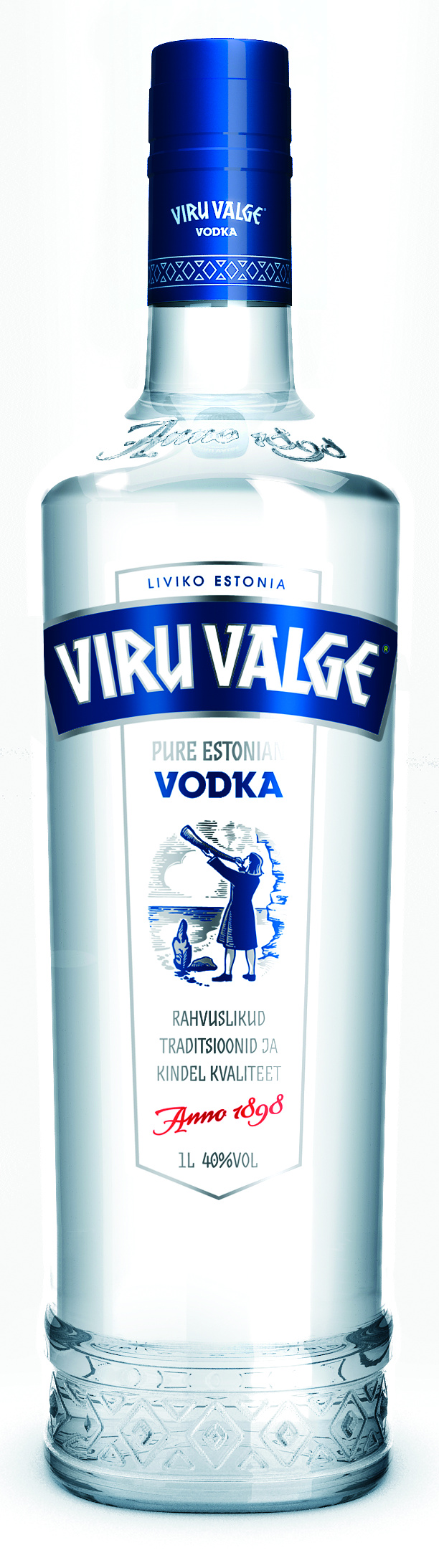
Viru Valge، یک ودکای استونیایی

ضمیمه ۱ این مقررات ۴۴ دسته از نوشیدنی‌های الکلی و الزامات قانونی آنها را فهرست می‌کند.
برخی از نوشیدنی‌های الکلی می‌توانند در بیش از یک دسته قرار گیرند. الزامات تولید خاص یک دسته را از دسته دیگر متمایز می‌کند (جین لندن در دسته جین قرار می‌گیرد اما هر جین را نمی‌توان به عنوان جین لندن در نظر گرفت).
نوشیدنی‌های الکلی که در اتحادیه اروپا تولید نمی‌شوند، مانند تکیلا یا بایجیو، در ۴۴ دسته فهرست نشده‌اند.
1. Rum
2. Whisk(e)y
3. Grain spirit
4. Wine spirit
5. Brandy ou Weinbrand
6. Grape marc spirit or grape marc
7. Fruit marc spirit
8. Raisin spirit ou raisin brandy
9. Fruit spirit
10. Cider spirit, perry spirit and cider and perry spirit
11. Honey spirit
12. Hefebrand or lees spirit
13. Bierbrand, or beer spirit
14. Topinambur or Jerusalem artichoke spirit
15. Vodka
16. Spirit (supplemented by the name of the fruit, berries or nuts) obtained by maceration and distillation
17. Geist (supplemented by the name of the fruit or the raw materials used)
18. Gentian
19. Juniper-flavored spirit drink
20. Gin
21. Distilled gin
22. London gin
23. Caraway-flavored spirit drink or Kümmel
24. Akvavit or aquavit
25. Aniseed-flavored spirit drink
26. Pastis
27. Pastis de Marseille
28. Anis ou janeževec
29. Distilled anis
30. Bitter-tasting spirit drink or bitter
31. Flavored vodka
32. Sloe-aromatised spirit drink or pacharán
33. Liqueur
34. Crème de (supplemented by the name of a fruit or other raw material used)
35. Sloe gin
36. Sambuca
37. Maraschino, marrasquino or maraskino
38. Nocino ou orehovec
39. Egg liqueur or advocaat, avocat or advokat
40. Liqueur with egg
41. Mistrà
42. Väkevä glögi or spritglögg
43. Berenburg ou Beerenburg
44. Honey nectar or mead nectar

## تاریخچه تقطیر

### تاریخ اولیه

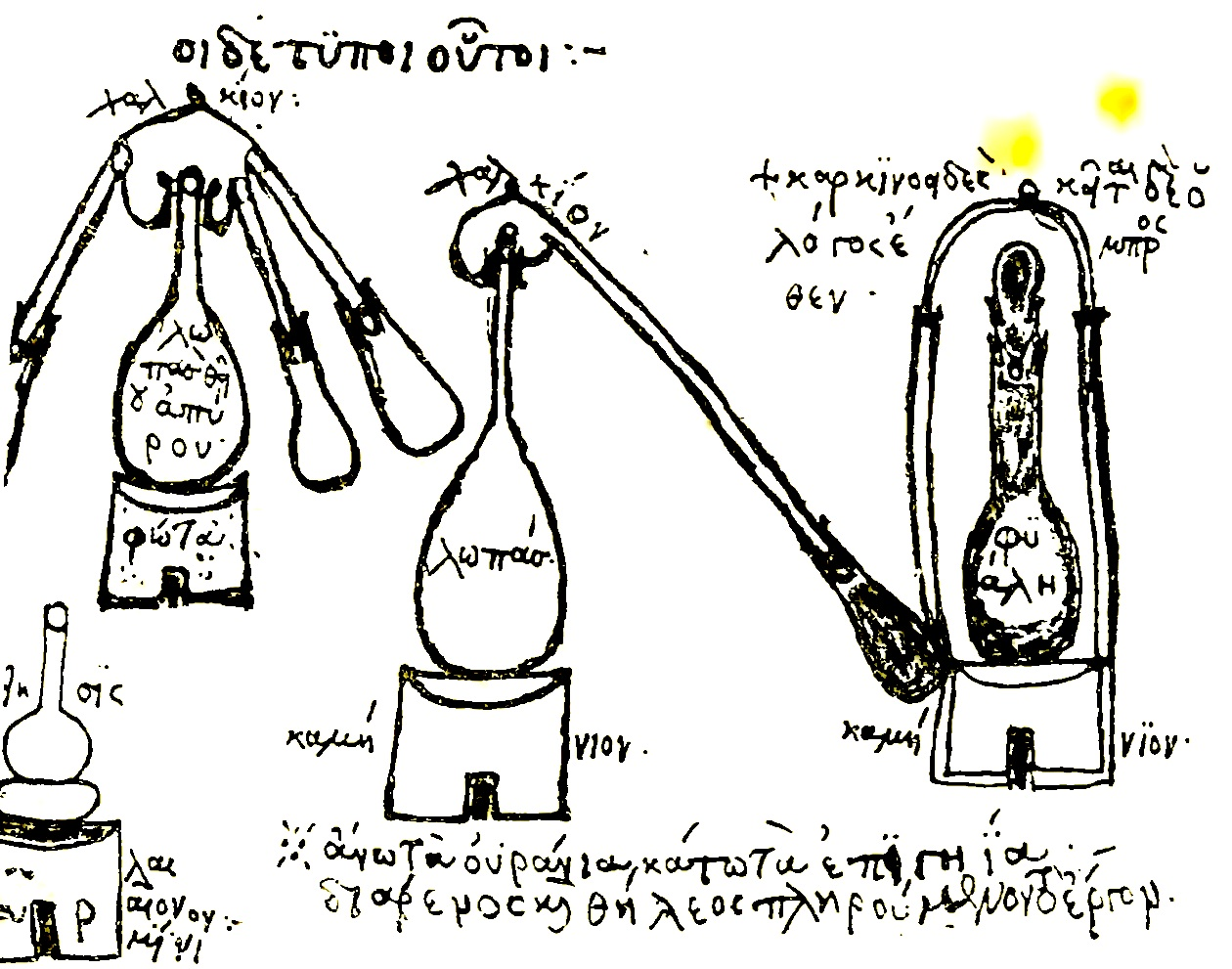
تجهیزات تقطیر مورد استفاده کیمیاگر قرن سوم زسیموس پانوپلیس، از نسخه خطی یونانی بیزانسی Parisinus graecus 2327.

شواهد اولیه از تقطیر از لوح‌های اکدی مربوط به سال قبل از میلاد به‌دست می‌آید. ۱۲۰۰ قبل از میلاد، عملیات عطرسازی را توصیف می‌کند، و شواهد متنی ارائه می‌دهد که شکل اولیه و ابتدایی تقطیر را بابلی‌های بین‌النهرین باستان می‌شناختند. شواهد اولیه از تقطیر نیز از کیمیاگران کار در اسکندریه، مصر روم، در قرن اول به‌دست می‌آید. آب مقطر در قرن دوم پس از میلاد توسط اسکندر آفرودیزیاس توصیف شد. کیمیاگران در مصر روم در قرن سوم از دستگاه تقطیر آلمبیک یا ثابت استفاده می‌کردند.
تقطیر در شبه قاره هند باستان شناخته شده بود، که از مخازن و گیرنده‌های سفالی پخته شده در تاکسیلا و چارسادا در پاکستان مدرن، مشهود است که قدمت آن به قرون اولیه دوران مسیحیت بازمی‌گردد. این "تصاویر گاندارا " تنها قادر به تولید مشروب بسیار ضعیف بودند، زیرا هیچ وسیله کارآمدی برای جمع‌آوری بخارات در حرارت کم وجود نداشت.
تقطیر در چین می‌توانست در طول سلسله هان شرقی (قرن ۱ تا ۲) آغاز شود، اما طبق شواهد باستان‌شناسی، تقطیر نوشیدنی‌ها در سلسله‌های جین (قرن ۱۲ تا ۱۳) و سانگ سانگ (قرن ۱۰ تا ۱۳) آغاز شد.
تقطیر منجمد شامل منجمد کردن نوشیدنی الکلی و سپس حذف یخ است. تکنیک انجماد محدودیت‌هایی در جغرافیا و پیاده‌سازی داشت که میزان استفاده گسترده از این روش را محدود می‌کرد.

### تقطیر شراب

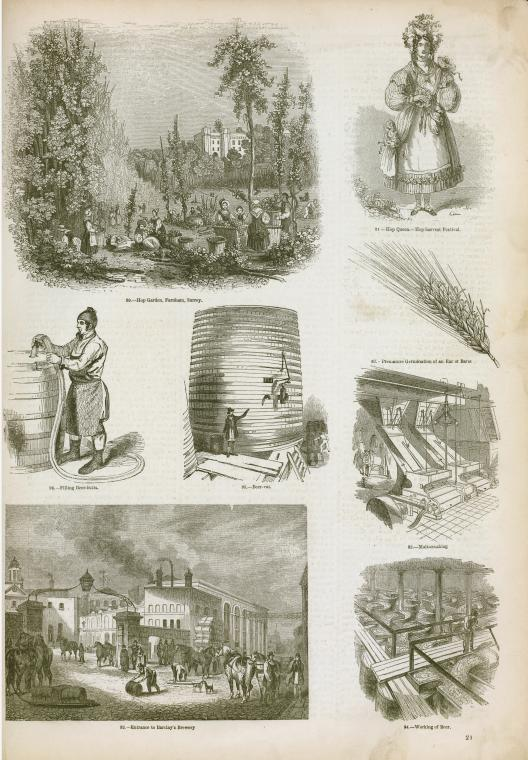
تصویری از روشهای صنعت آبجوسازی و تقطیر در انگلستان، ۱۸۵۸

در هند، تقطیر واقعی الکل از خاورمیانه معرفی شد و در قرن چهاردهم در سلطان نشین دهلی مورد استفاده قرار گرفت.
آثار Taddeo Alderotti (1223-1296) روشی را برای تغلیظ الکل شامل تقطیر کسری مکرر از طریق دستگاه خنک‌کننده با آب توصیف می‌کنند که با آن خلوص الکل ۹۰٪ به‌دست می‌آید.
در سال ۱۴۳۷، «آب سوخته» (براندی) در سوابق شهرستان Katzenelnbogen در آلمان ذکر شده‌است.

### مقررات دولتی

#### تولید
تقطیر مشروبات الکلی به عنوان یک سرگرمی برای استفاده شخصی در برخی کشورها از جمله نیوزلند و هلند قانونی است. 
در ایالات متحده، تقطیر مشروبات الکلی بدون مجوز غیرقانونی است. در برخی از مناطق ایالات متحده، فروش دستگاه بدون مجوز نیز غیرقانونی است. با این وجود، همه ایالت‌ها به افراد غیرمجاز اجازه می‌دهند خودشان آبجو درست کنند، و برخی نیز به افراد غیرمجاز اجازه می‌دهند شراب خود را بسازند (اگرچه ساخت آبجو و شراب نیز در برخی از حوزه‌های قضایی محلی ممنوع است).

#### فروش
برخی کشورها و حوزه‌های قضایی زیرملی فروش برخی از الکل‌های با درصد بسیار بالا را که معمولاً به عنوان روح خنثی شناخته می‌شود، محدود یا ممنوع می‌کنند.
به دلیل قابل اشتعال بودن (به زیر مراجعه کنید) مشروبات الکلی با محتوای الکل بالای ۷۰ درصد حجمی مجاز به حمل و نقل در هواپیما نیستند.

### تقطیر میکرو
تقطیر ریز (همچنین به عنوان تقطیر دستی شناخته می‌شود) به دنبال جنبش آبجوی آبجوی مصنوعی در دهه‌های آخر قرن بیستم، دوباره به عنوان یک روند در ایالات متحده ظهور کرد. در مقابل، امکانات تقطیر در مقیاس بزرگ هرگز در اسکاتلند غالب نبود، بنابراین سنت تقطیر در مقیاس کوچک هرگز در بازار ویسکی اسکاتلندی از بین نرفت.

## اشتعال پذیری

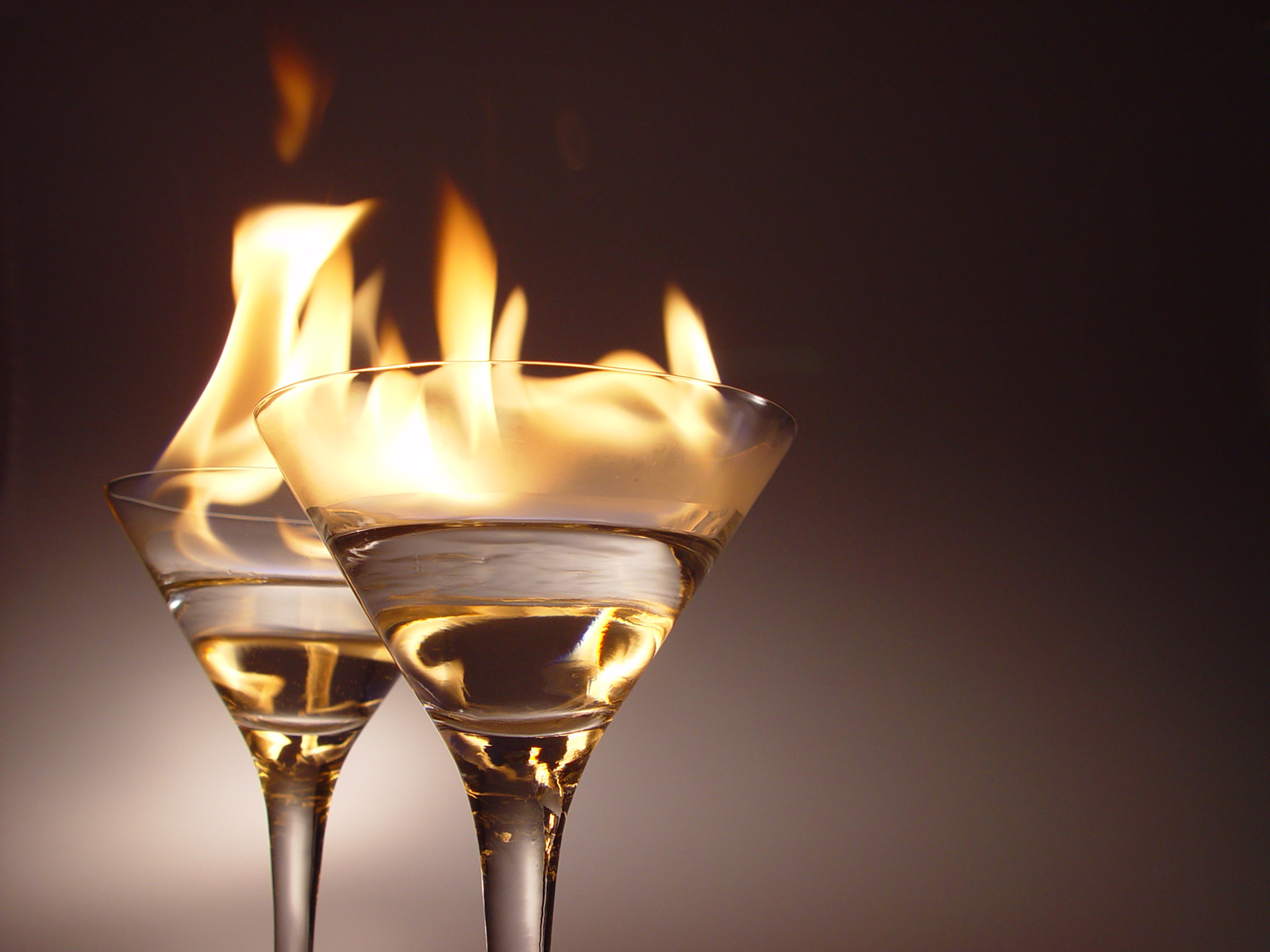
این کوکتل‌های شعله‌ور نشان می‌دهد که برخی از مشروبات الکلی به راحتی آتش می‌گیرند و می‌سوزند.

مشروب حاوی ۴۰٪ ABV (80 ضد ایالات متحده) اگر تا حدود ۲۶ درجه سلسیوس (۷۹ درجه فارنهایت) گرم شود آتش می‌گیرد. و اگر منبع احتراق به آن اعمال شود. این دما را نقطه اشتعال آن می‌نامند. نقطه اشتعال الکل خالص ۱۶٫۶ درجه سلسیوس (۶۱٫۹ درجه فارنهایت) است، کمتر از دمای متوسط اتاق.
اشتعال پذیری مشروب در روش پخت و پز flambé اعمال می‌شود.
نقاط اشتعال غلظت الکل از 10% ABV تا 96% ABV عبارتند از:
- 10% - ۴۹ درجه سلسیوس (۱۲۰ درجه فارنهایت) - محلول آب مبتنی بر اتانول
- ۱۲٫۵٪ - حدود ۵۲ درجه سلسیوس (۱۲۶ درجه فارنهایت) - شراب[۲۰]
- 15% - ۴۲ درجه سلسیوس (۱۰۸ درجه فارنهایت) – ساکه، میجیو، چئونگجو
- 20% - ۳۶ درجه سلسیوس (۹۷ درجه فارنهایت) - shōchū، شراب غنی شده
- 30% - ۲۹ درجه سلسیوس (۸۴ درجه فارنهایت) - shōchū قوی
- 40% - ۲۶ درجه سلسیوس (۷۹ درجه فارنهایت) – ودکای معمولی، ویسکی یا براندی
- 50% - ۲۴ درجه سلسیوس (۷۵ درجه فارنهایت) - بایجیو معمولی، ویسکی قوی، بطری شده در ویسکی باند، آبسینت معمولی بلانچ
- 60% - ۲۲ درجه سلسیوس (۷۲ درجه فارنهایت) - بایجیو قوی، سیکودیای معمولی (به نام مزوراکی یا راکی میانی)، ویسکی ضد بشکه، آبسنت معمولی ورت
- 70% - ۲۱ درجه سلسیوس (۷۰ درجه فارنهایت) – اسلیوویتز
- 80% - ۲۰ درجه سلسیوس (۶۸ درجه فارنهایت) - آبسنت قوی
- ۹۰٪ یا بیشتر - ۱۷ درجه سلسیوس (۶۳ درجه فارنهایت) - روح غلات خنثی

## نوع ارائه کردن

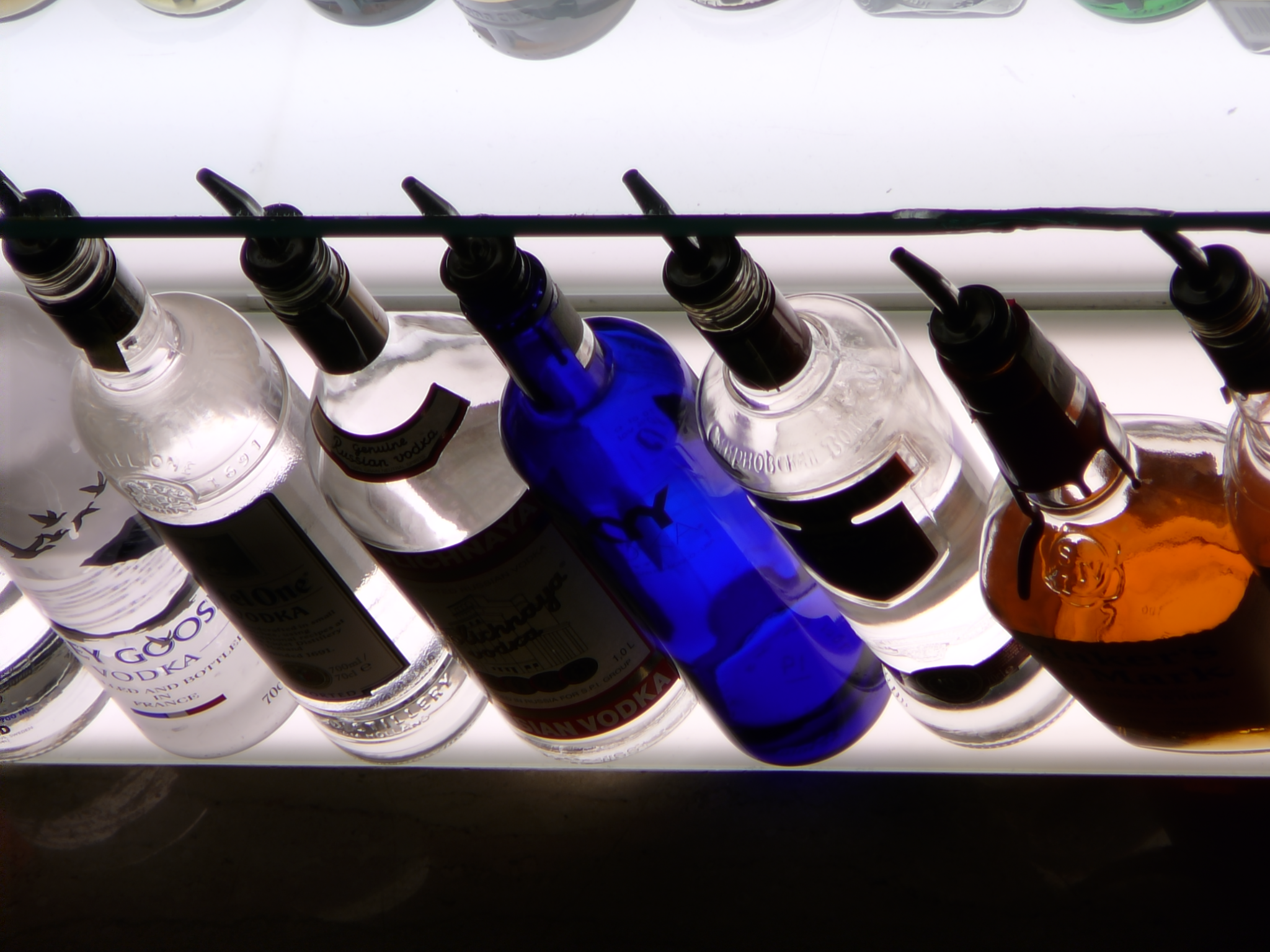
یک ردیف نوشیدنی الکلی - در این مورد، الکل - در یک بار

- تمیز - در دمای اتاق بدون هیچ گونه ماده (های) اضافی
- بالا - با یخ تکان داده یا هم زده می‌شود، صاف می‌شود و در یک لیوان ساقه ای سرو می‌شود
- پایین - تکان داده شده یا با یخ هم زده می‌شود، صاف می‌شود و در یک لیوان سنگ سرو می‌شود
- روی سنگ‌ها - روی تکه‌های یخ
- مخلوط یا منجمد - مخلوط شده با یخ
- با یک همزن ساده، مانند نوشابه، آب مقوی، آب میوه یا کولا
- به عنوان یکی از مواد تشکیل دهنده یک کوکتل
- به عنوان یکی از اجزای یک تیرانداز
- با آب
- با آب ریخته شده روی شکر (مانند آبسنت)

## مصرف الکل بر اساس کشور

نقشه اروپا با کشورهای جداگانه گروه‌بندی شده بر اساس نوع ترجیحی نوشیدنی الکلی، بر اساس مصرف سرانه الکل ثبت شده (سن بالای ۱۵ سال) (بر حسب لیتر الکل خالص) در سال 2016.

سازمان بهداشت جهانی الگوهای مصرف الکل را در کشورهای مختلف اندازه‌گیری و منتشر می‌کند. WHO الکل مصرف شده توسط افراد ۱۵ ساله یا بالاتر را اندازه‌گیری می‌کند و آن را بر اساس لیتر الکل خالص مصرف شده در یک سال معین در یک کشور گزارش می‌دهد.
در اروپا، مشروبات الکلی (به ویژه ودکا) در شمال و شرق این قاره محبوبیت بیشتری دارد.

## اثرات سلامتی

### اثرات کوتاه مدت
مشروبات الکلی مقطر حاوی الکل اتیلیک است، همان ماده شیمیایی که در آبجو و شراب وجود دارد و به همین دلیل مصرف الکل اثرات روانی و فیزیولوژیکی کوتاه مدتی بر مصرف‌کننده دارد. غلظت‌های مختلف الکل در بدن انسان اثرات متفاوتی بر روی فرد دارد. اثرات الکل بستگی به مقدار مصرف یک فرد، درصد الکل در ارواح و مدت زمان مصرف، میزان غذای مصرف شده و اینکه آیا فرد نسخه دیگری، بدون نسخه یا خیابانی مصرف کرده‌است. داروها از جمله عوامل دیگر
نوشیدن به اندازه کافی برای ایجاد غلظت الکل خون (BAC) 0.03% - 0.12% به‌طور معمول باعث بهبود کلی در خلق و خوی و سرخوشی احتمالی، افزایش اعتماد به نفس و جامعه پذیری، کاهش اضطراب، قرمزی ظاهری برافروخته در صورت و اختلال در قضاوت می‌شود. و هماهنگی خوب عضلات BAC 0.09% تا ۰٫۲۵٪ باعث بی حالی، آرام بخش، مشکلات تعادل و تاری دید می‌شود. BAC از ۰٫۱۸٪ تا ۰٫۳۰٪ باعث سردرگمی عمیق، اختلال در گفتار (مثلاً گفتار نامفهوم)، تلوتلو، سرگیجه و استفراغ می‌شود. BAC از ۰٫۲۵٪ تا ۰٫۴۰٪ باعث گیجی، بیهوشی، فراموشی پیشرونده، استفراغ، و افسردگی تنفسی (بالقوه تهدید کننده زندگی) می‌شود. مرگ ممکن است به دلیل استنشاق استفراغ (آسپیراسیون ریوی) در حالت بیهوشی رخ دهد. BAC از ۰٫۳۵٪ تا ۰٫۸۰٪ باعث کما (بیهوشی)، افسردگی تنفسی تهدید کننده زندگی و احتمالاً مسمومیت کشنده الکل می‌شود.
مصرف زیاد مشروبات الکلی منجر به نفخ، گاز گرفتگی، اسهال، مدفوع دردناک یا پری شکم می‌شود. مصرف زیاد مشروبات الکلی خطر ابتلا به سرطان از جمله سرطان سر، گردن، مری، کبد، سینه و کولورکتال را افزایش می‌دهد.
مانند سایر نوشیدنی‌های الکلی، رانندگی تحت تأثیر، کار با هواپیما یا ماشین آلات سنگین خطر تصادف را افزایش می‌دهد. به این ترتیب، بسیاری از کشورها برای رانندگی در حالت مستی جریمه دارند.

### اثرات بلند مدت
ماده موثره اصلی مشروبات الکلی مقطر الکل است و بنابراین اثرات سلامتی الکل بر الکل نیز صدق می‌کند. نوشیدن بیش از ۱ تا ۲ نوشیدنی در روز خطر بیماری قلبی، فشار خون بالا، فیبریلاسیون دهلیزی و سکته را افزایش می‌دهد. این خطر در افراد جوان به دلیل نوشیدن زیاد الکل بیشتر است که ممکن است منجر به خشونت یا تصادف شود. سالانه حدود ۳٫۳ میلیون مرگ (۵٫۹ درصد از کل مرگ و میرها) به دلیل الکل است. بر خلاف شراب و شاید آبجو، هیچ مدرکی دال بر تأثیر سلامتی J شکل برای مصرف الکل مقطر وجود ندارد.
الکلیسم، همچنین به عنوان «اختلال مصرف الکل» شناخته می‌شود، یک اصطلاح گسترده برای هر نوشیدنی الکلی است که منجر به مشکلاتی می‌شود. الکلیسم طول عمر افراد را حدود ده سال کاهش می‌دهد و مصرف الکل سومین علت مرگ زودرس در ایالات متحده است.

### جمعیت‌شناسی
مصرف الکل مقطر مهم‌ترین عامل منفرد پشت تغییر در میزان مرگ و میر و امید به زندگی مردان در اروپا است. به عنوان مثال، در مناطق به شدت اسلامی قفقاز (اسلام مصرف الکل را ممنوع کرده‌است) فاصله امید به زندگی بین زنان و مردان پنج سال است. در مناطق مسیحی نزدیک ده سال است، و در جمهوری چک (جایی که آبجو غالب است) احتمال مرگ مردی بین ۱۵ تا ۶۰ سال کمتر از نصف اوکراین است.